# Acordo de Graz
O acordo de Graz foi um pacto assinado entre o líder bósnio sérvio Radovan Karadzic e o líder bósnio croata Mate Boban em 6 de maio de 1992 na cidade de Graz, na Áustria, durante um período quando as forças sérvias controlavam 70% da Bósnia e Herzegovina.[carece de fontes?]
O acordo declarou publicamente a divisão da Bósnia e Herzegovina entre a República Srpska e a República Croata da Herzeg-Bósnia. O maior grupo na Bósnia e Herzegovina, os bósnios muçulmanos, não tomaram parte no acordo e não foram convidados para as negociações. Na época, os bosníacos representavam 44% da população da Bósnia e Herzegovina (4.4 milhões) e dominavam o atual governo
O tratado foi feito para limitar o conflito entre as forças sérvias e croatas, permitindo que ambas as partes se concentrassem em tomar o território das forças bosníacas. Segundo o analista militar da Vreme, Miloš Vasić, o Acordo de Graz foi "o documento mais importante da guerra".
O acordo de Graz foi visto como uma consequência do Acordo de Karađorđevo. Entre as recém-expandidas Croácia e Sérvia, existiria um pequeno estado-tampão bósniaco, pejorativamente chamado de "Pashaluk de Alija", pelas liderança croatas e sérvias, devido ao presidente bosníaco Alija Izetbegović. A sentença do Tribunal Penal Internacional para a ex-Iugoslávia no caso Tihomir Blaškić sugere que um acordo na reunião de Graz entre os líderes sérvios bósnios e croatas bósnios confirmam um acordo prévio entre os sérvios e os croatas (Slobodan Milošević e Franjo Tuđman) sobre a divisão da Bósnia e Herzegovina, possivelmente a partir do Acordo de Karađorđevo.